# Rhizostoma luteum
Rhizostoma luteum is een schijfkwal uit de familie Rhizostomatidae. De kwal komt uit het geslacht Rhizostoma. Rhizostoma luteum werd in 1827 voor het eerst wetenschappelijk beschreven door Quoy & Gaimard. 